# Indian Village Township (comté de Tama, Iowa)
Indian Village Township est un township du comté de Tama en Iowa, aux États-Unis,.
Il est fondé en 1853 et nommé en référence aux Améridiens présents en Iowa (en), au moment de l'organisation du township.

## Source de la traduction
- (en) Cet article est partiellement ou en totalité issu de l’article de Wikipédia en anglais intitulé « Indian Village Township, Tama County, Iowa » (voir la liste des auteurs).